# Ceballos, Argentina
Ceballos är en ort i Argentina.   Den ligger i provinsen La Pampa, i den centrala delen av landet, 500 km väster om huvudstaden Buenos Aires. Ceballos ligger 139 meter över havet och antalet invånare är 323.
Terrängen runt Ceballos är mycket platt. Runt Ceballos är det mycket glesbefolkat, med 4 invånare per kvadratkilometer.. Närmaste större samhälle är Intendente Alvear, 17,9 km öster om Ceballos.
Trakten runt Ceballos består till största delen av jordbruksmark.